# Heilige plaatsen van het bahai-geloof in Haifa en West-Galilea
De heilige plaatsen van het bahai-geloof in Haifa en West-Galilea zijn onderdeel van het Bahai-wereldcentrum in Israël. Ze omvatten zowel de heilige plaatsen die worden bezocht tijdens de pelgrimsreis als de internationale bestuursorganen van het bahai-geloof; er zijn dan 20 verschillende administratieve gebouwen, pelgrimshuizen, bibliotheken, archieven, historische woningen en graftomben. Deze gebouwen staan te midden van meer dan 30 verschillende tuinen of individuele terrassen.
De heilige plaatsen in Haifa en in en rond Akko, met inbegrip van de terrassen en de graftombe van de Báb op de berg Karmel, en de graftombe van Bahá'u'lláh, het huis van Bahjí en het huis in Mazra'ih werden in juli 2008 toegevoegd aan de Werelderfgoedlijst van UNESCO.

## Locaties
Bahjí:
- Graftombe van Bahá'u'lláh
- Mansion van Bahjí

Haifa:
- Graftombe van de Báb
- Bahai-terrassen
- Arc
  - Zetel van het Universele Huis van Gerechtigheid
  - Zetel van het Internationaal Onderrichtscentrum
  - Centrum voor de Studie van de Teksten
  - Internationale Archiefgebouw
  - Monument-tuinen
- Site van het toekomstige Huis van Aanbidding
- Huis van 'Abdu'l-Bahá
- Rustplaats van Amatu'l-Bahá Rúhíyyih Khanum
- Pelgrim Huizen:
  - Eastern Pilgrim House
  - 10 Haparsim Street
  - 4 Haparsim Street

Akká:
- Tuin van Ridván, Akká
- Huis van `Abbúd
- Huis van `Abdu'lláh Páshá
- Mazra'ih

## Galerij

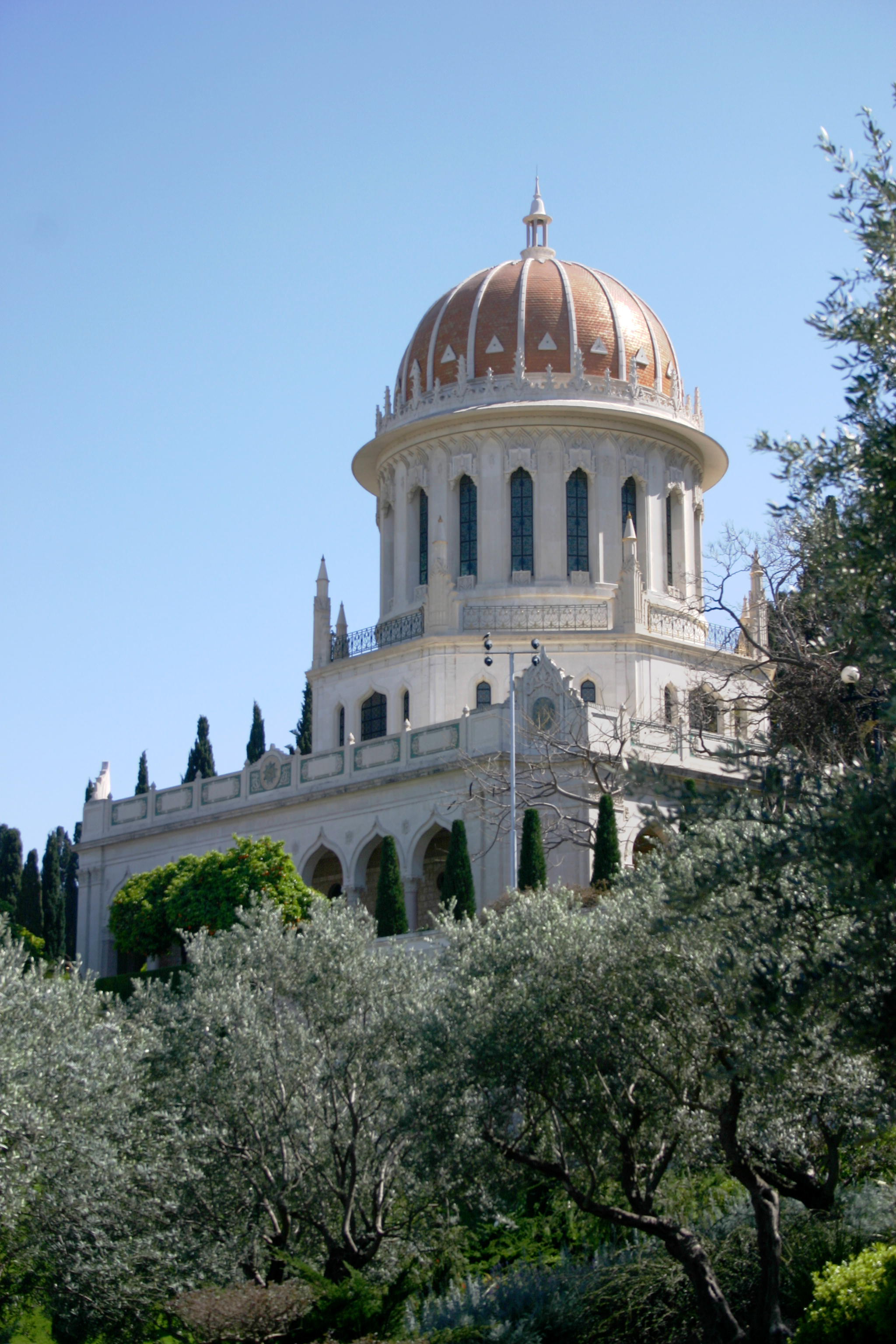
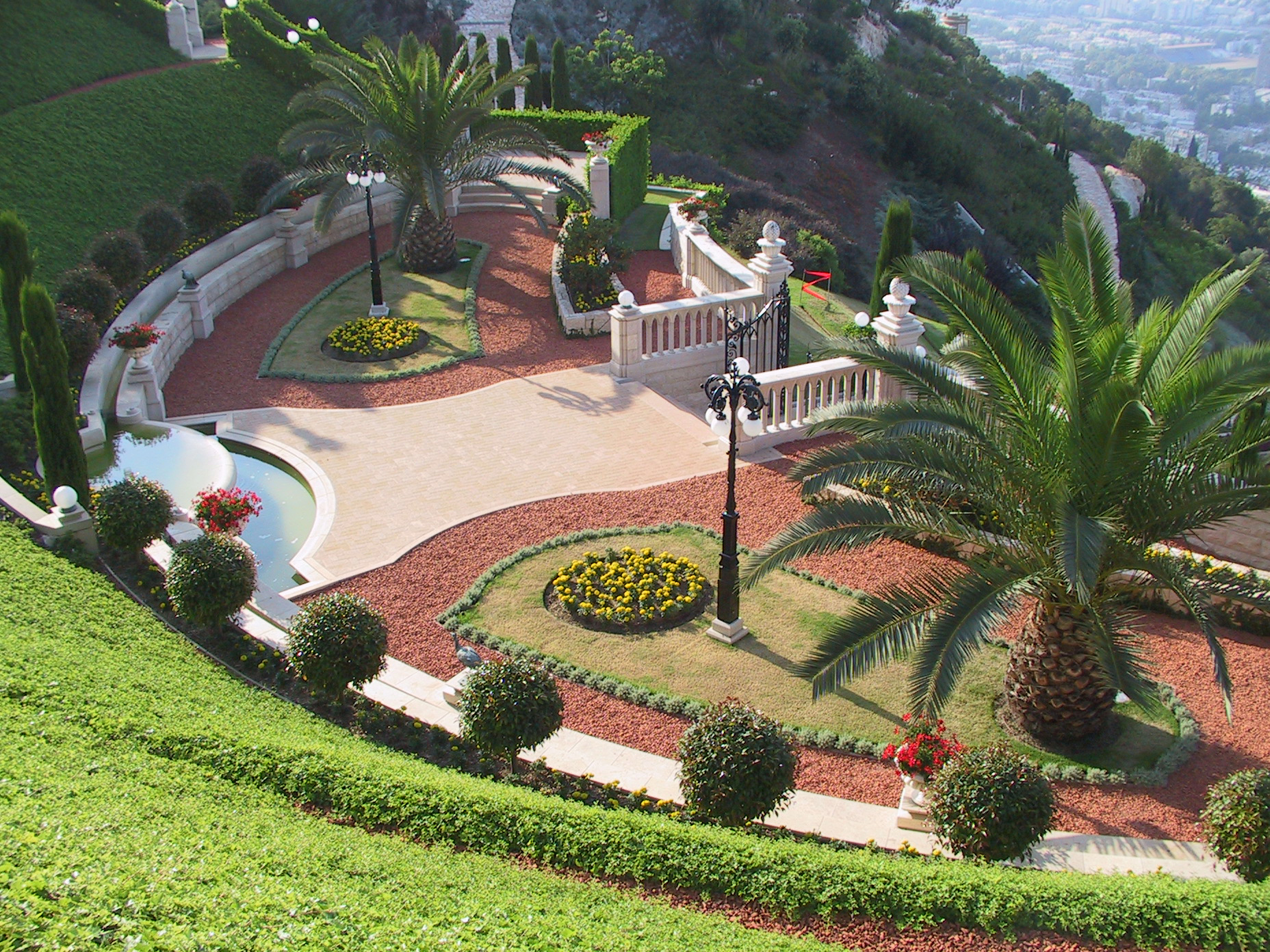
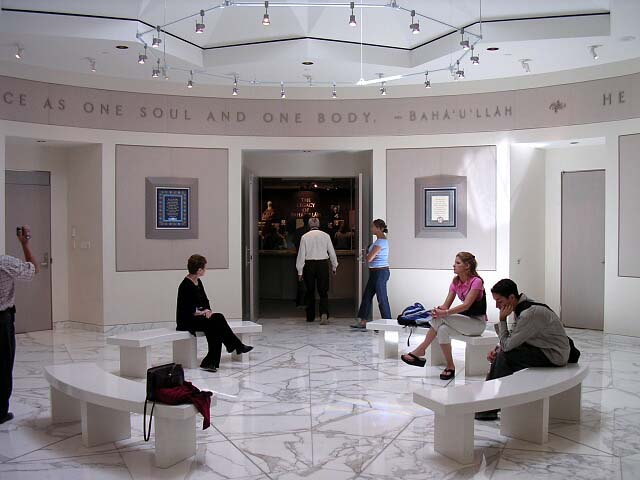
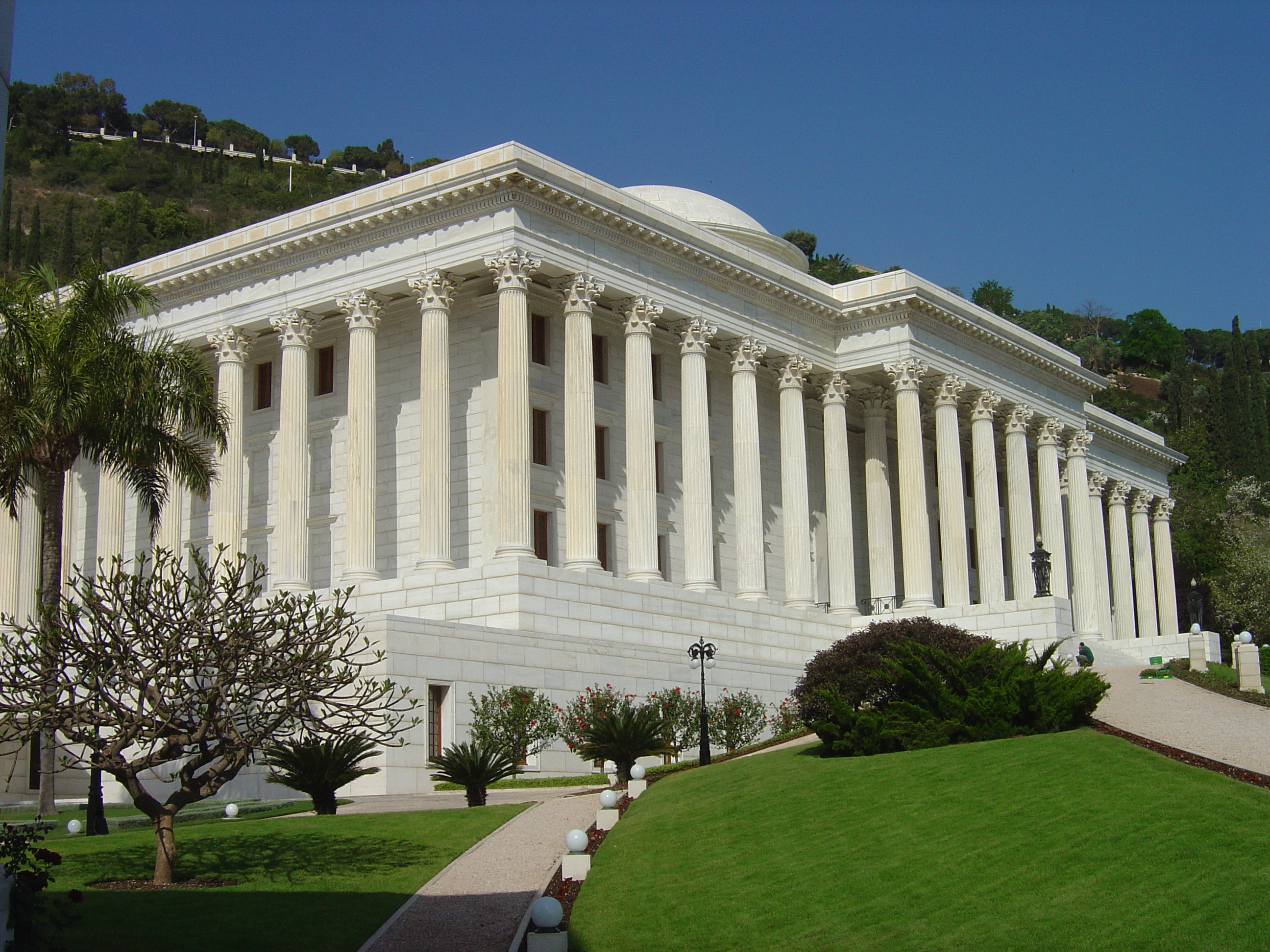
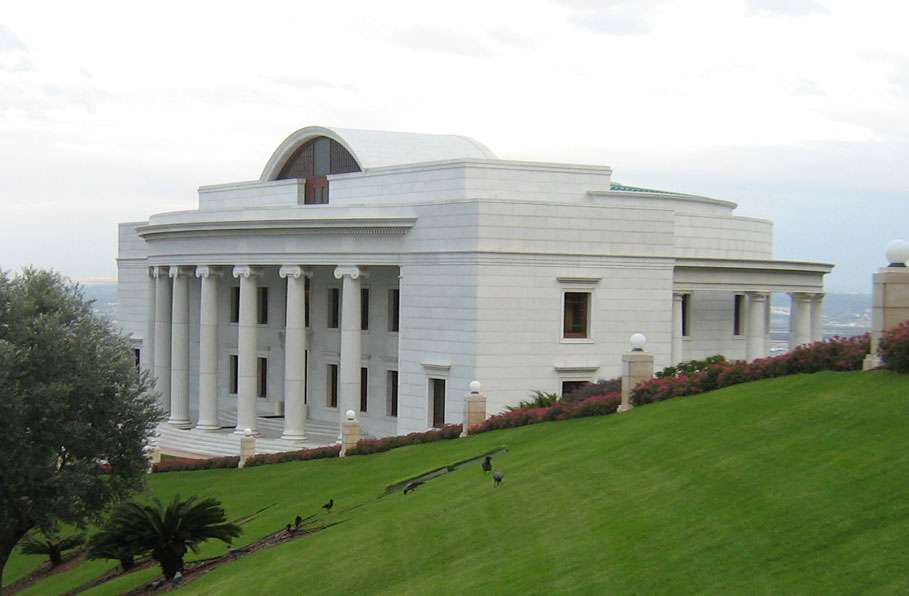
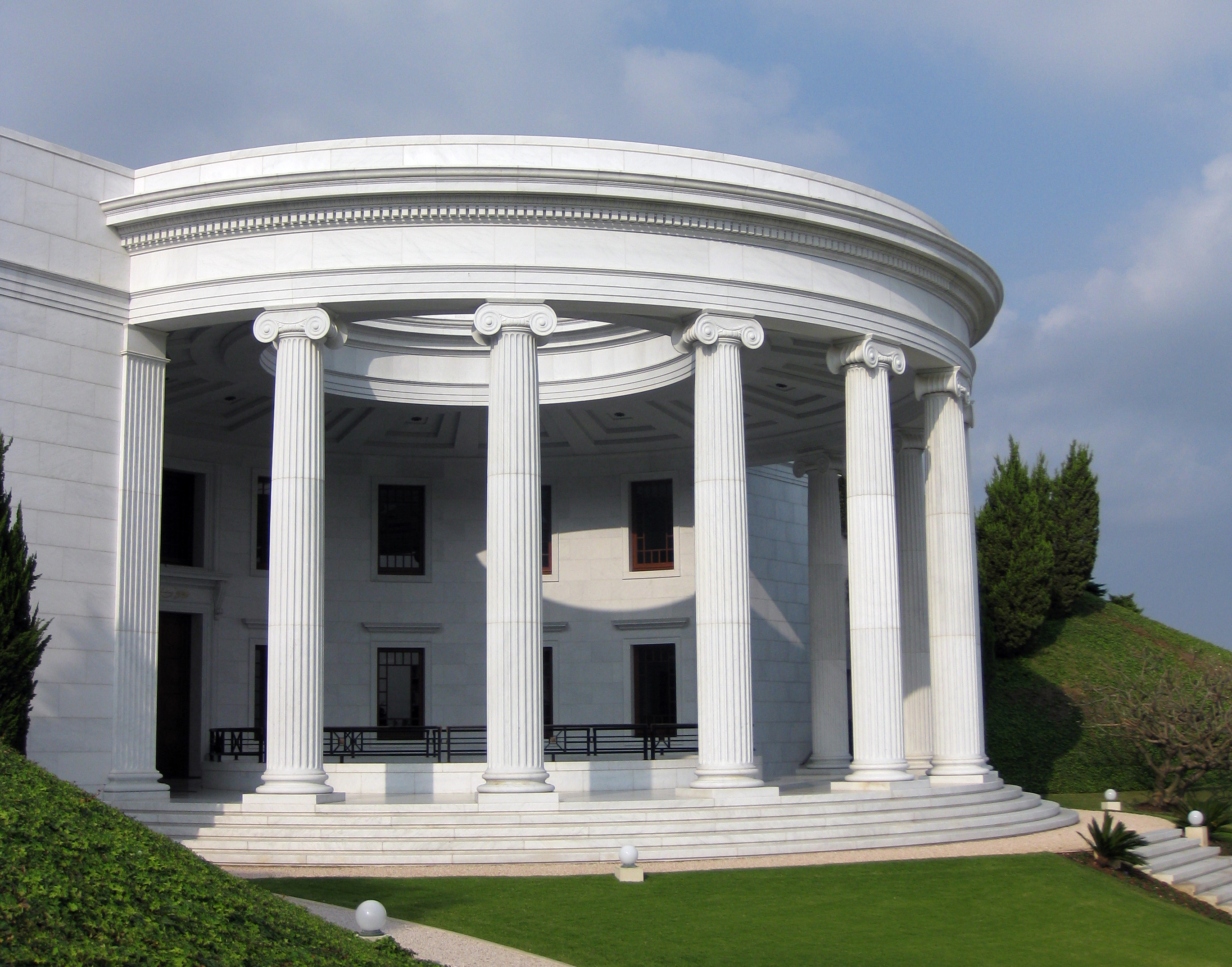
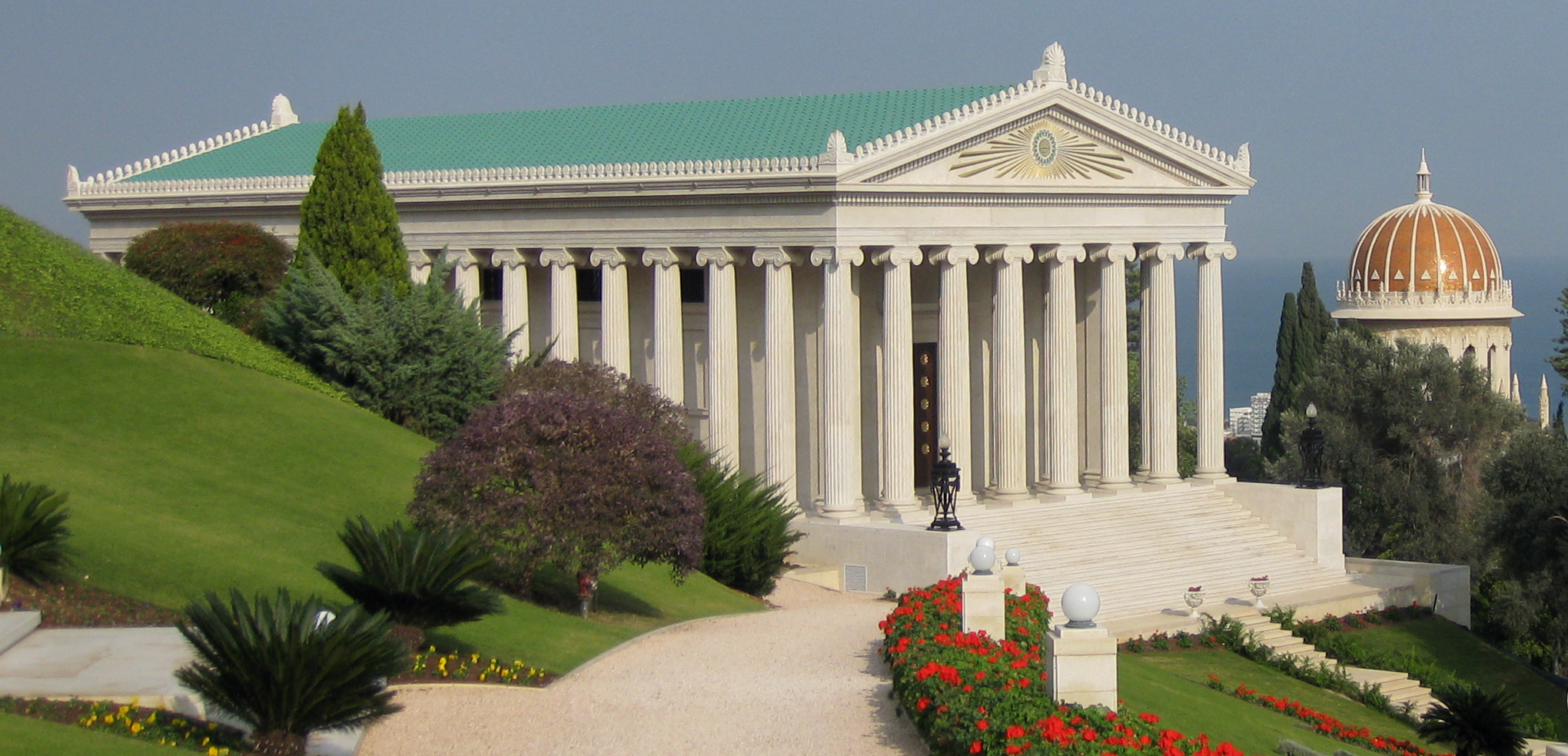
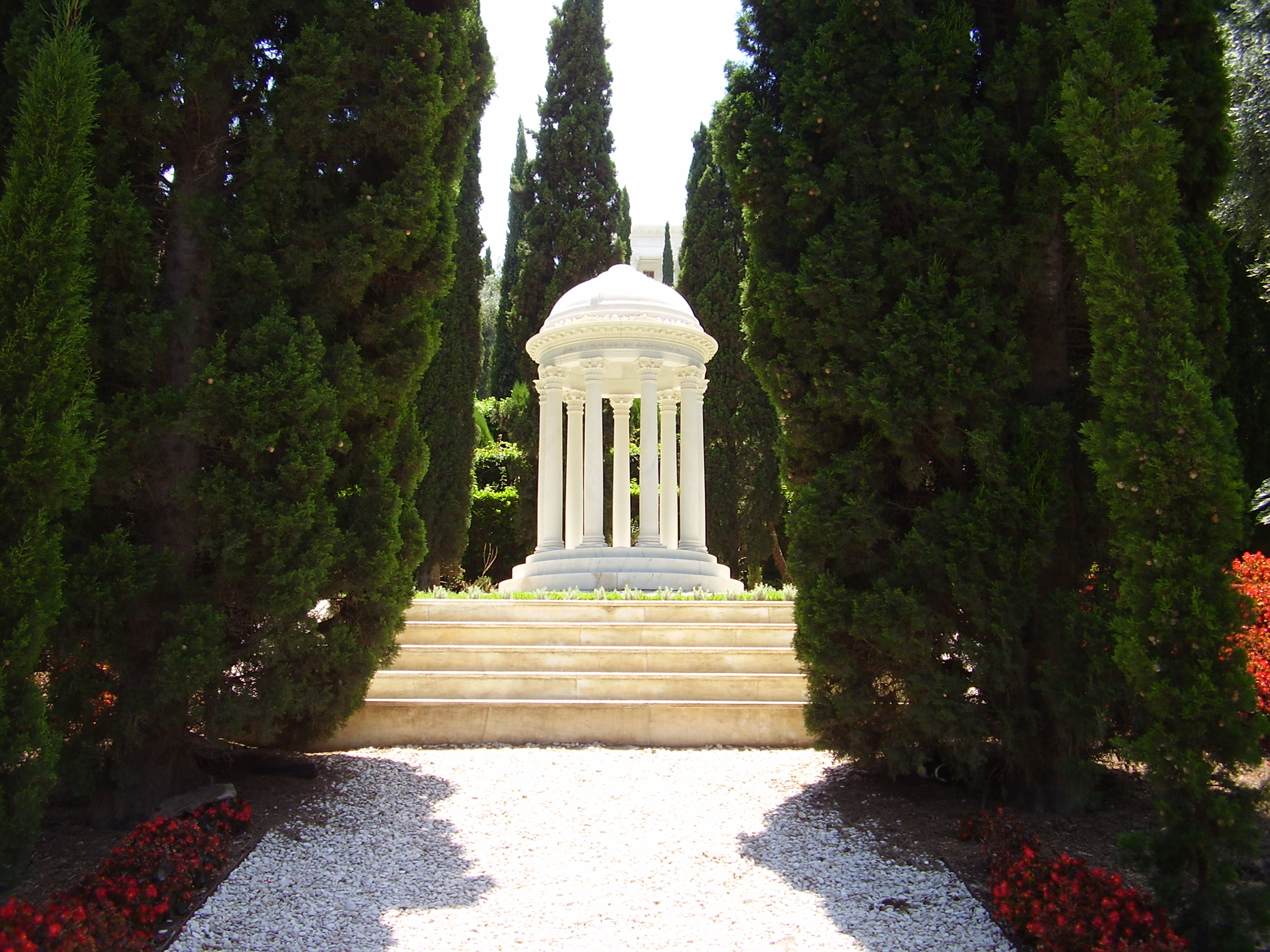
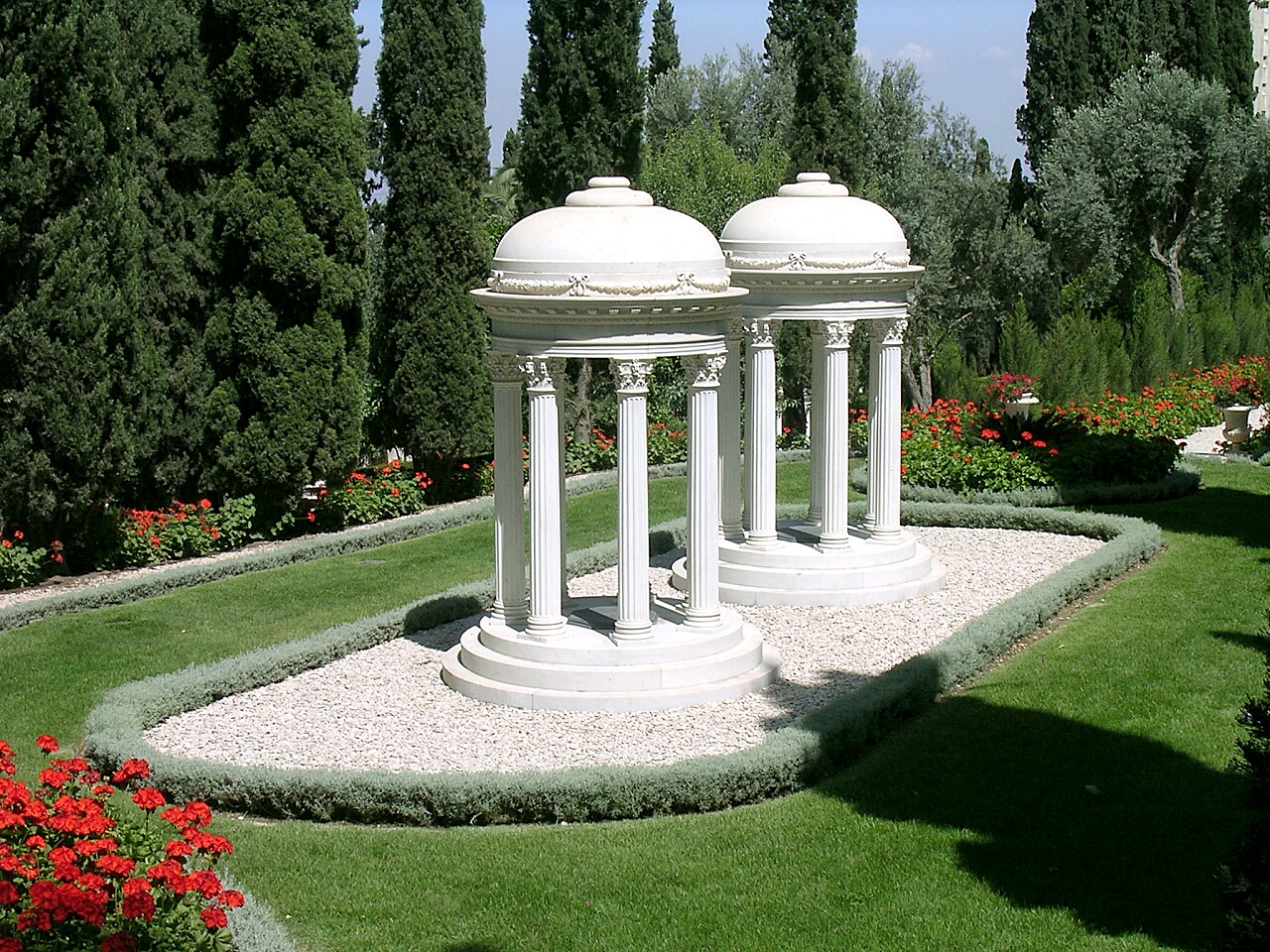
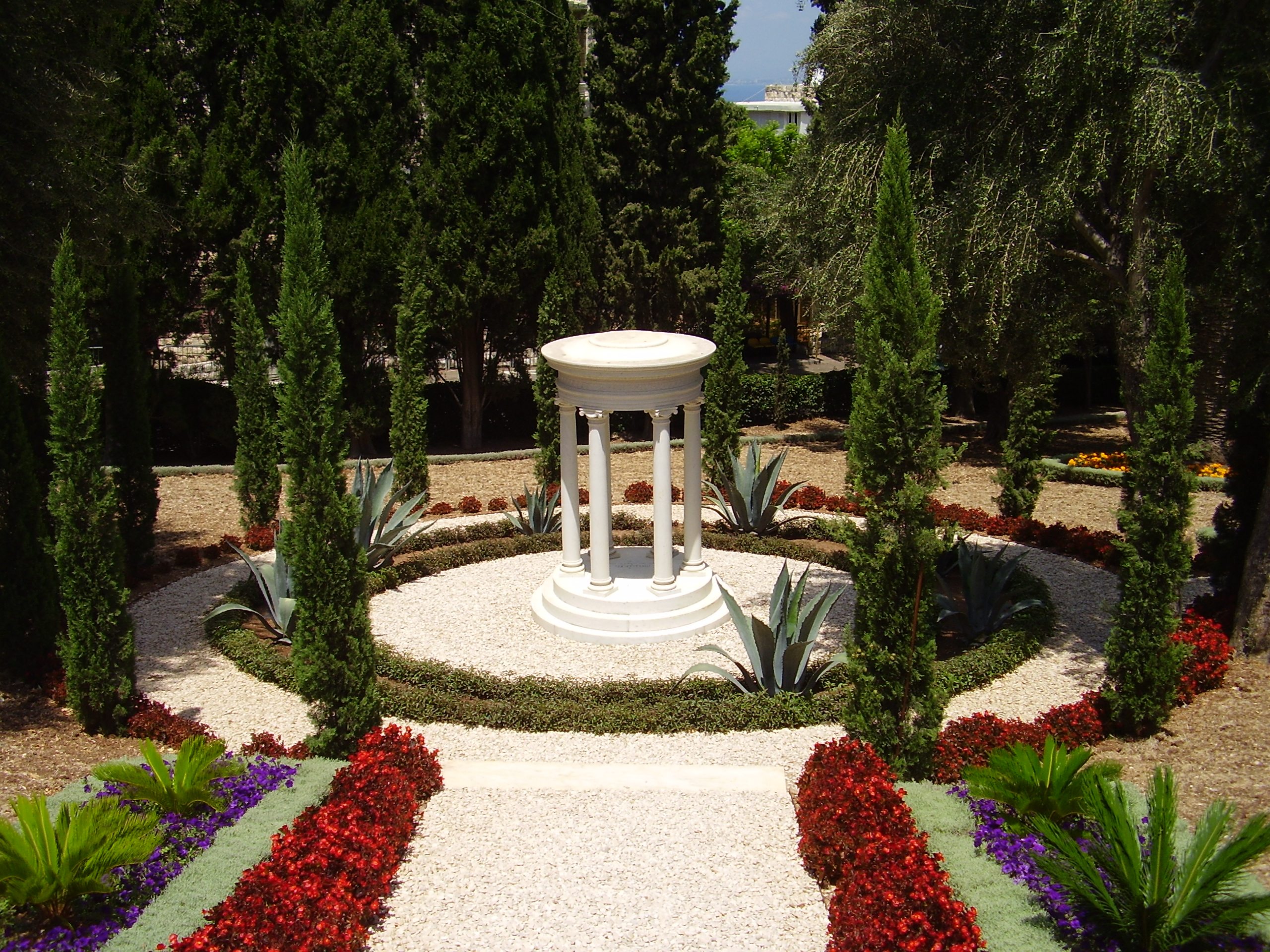
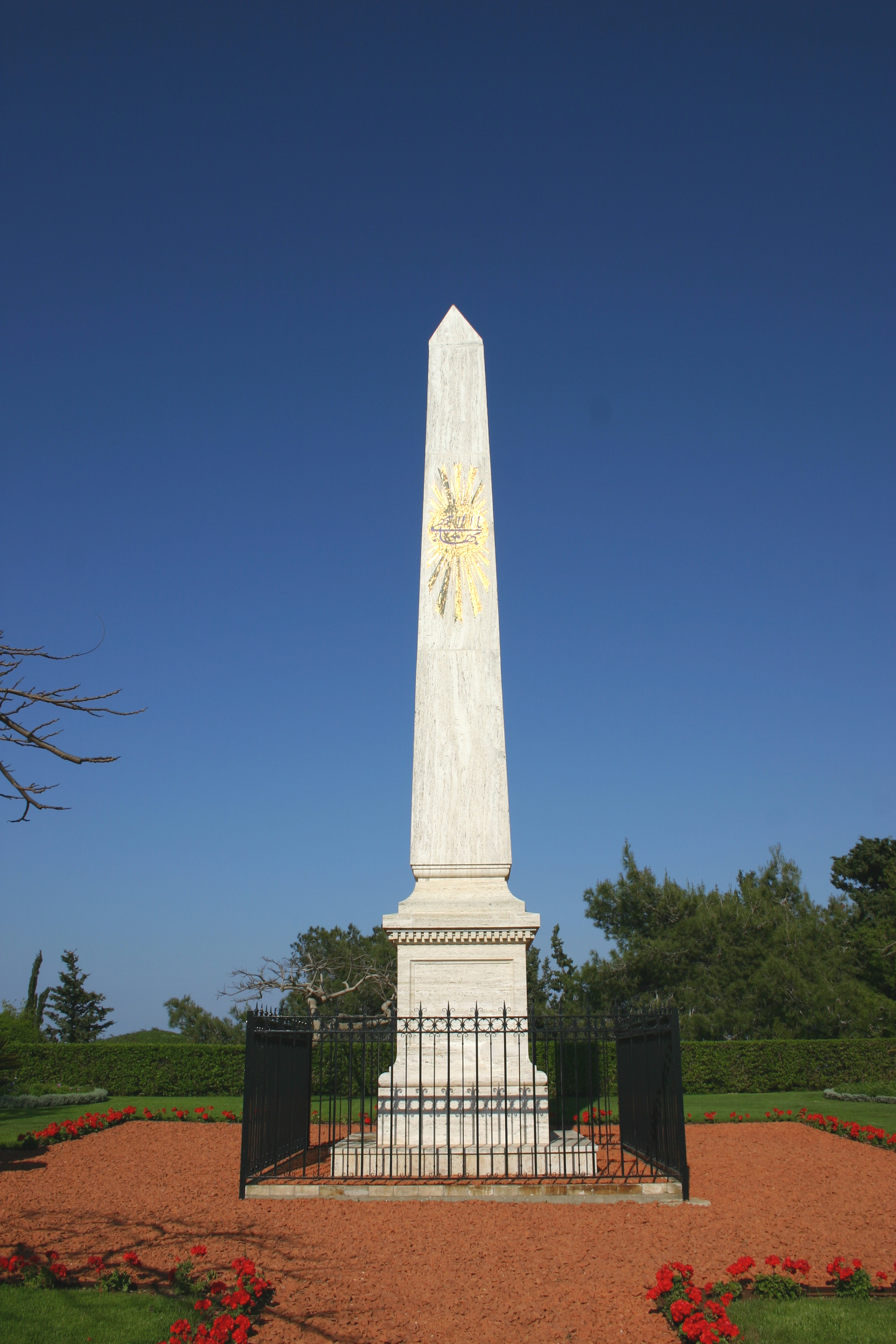
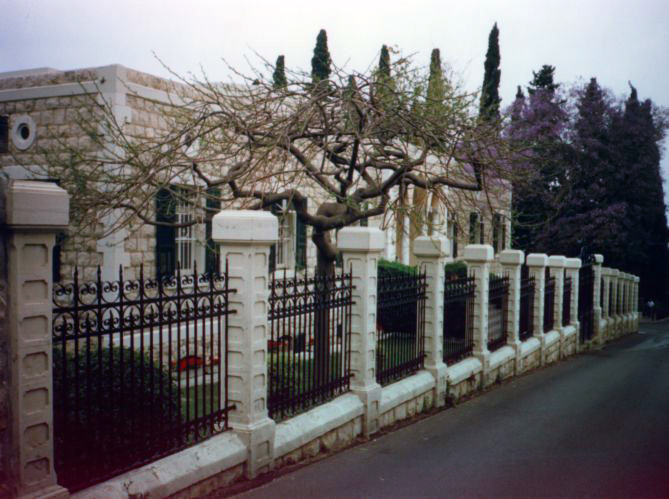
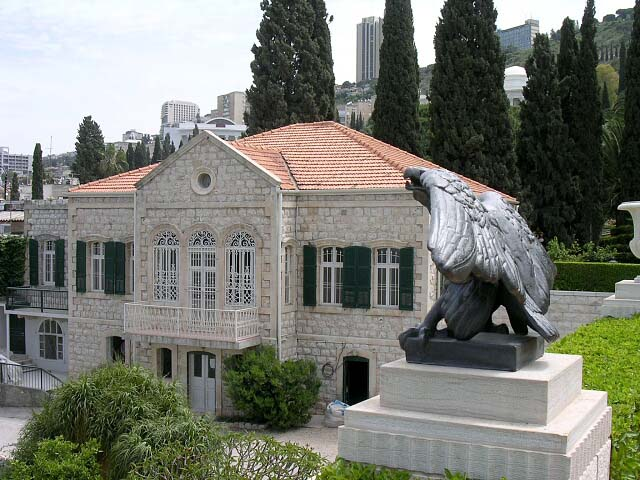
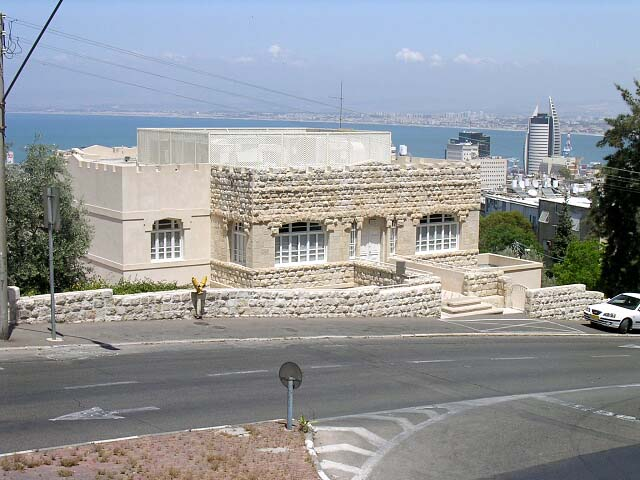
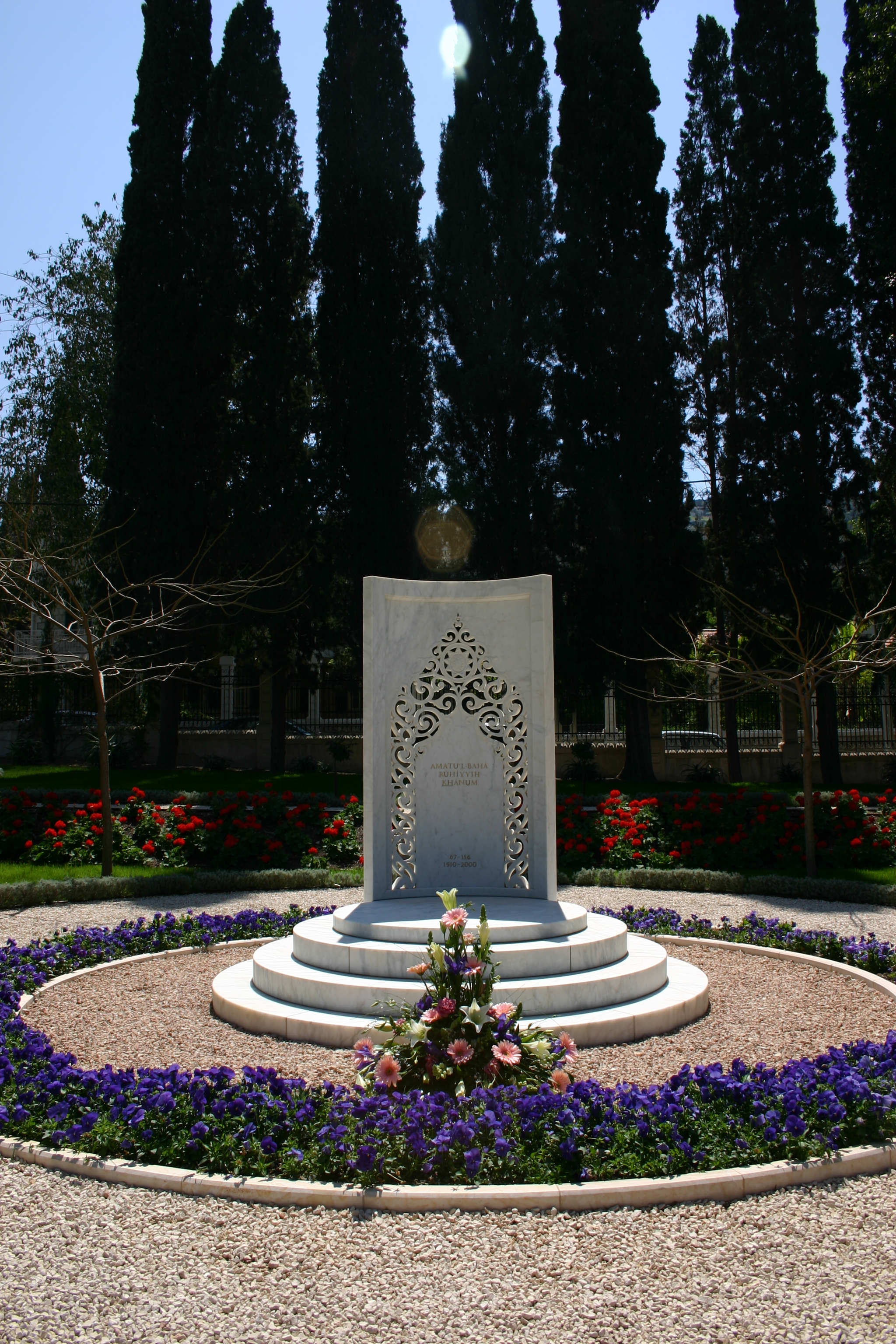
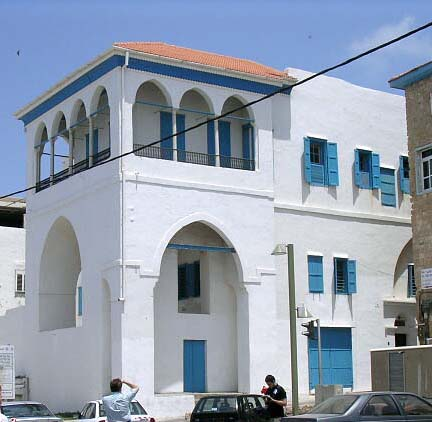
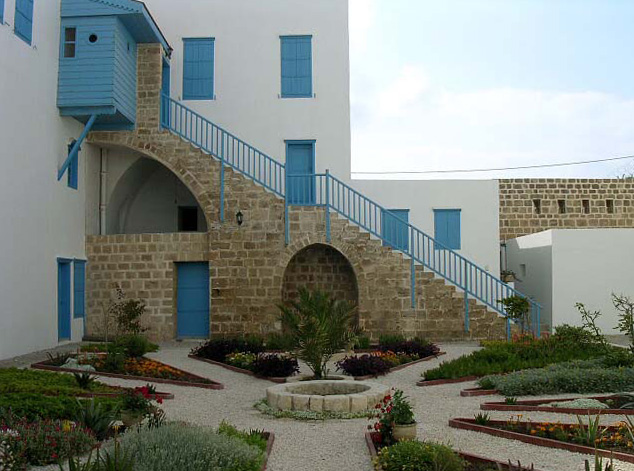
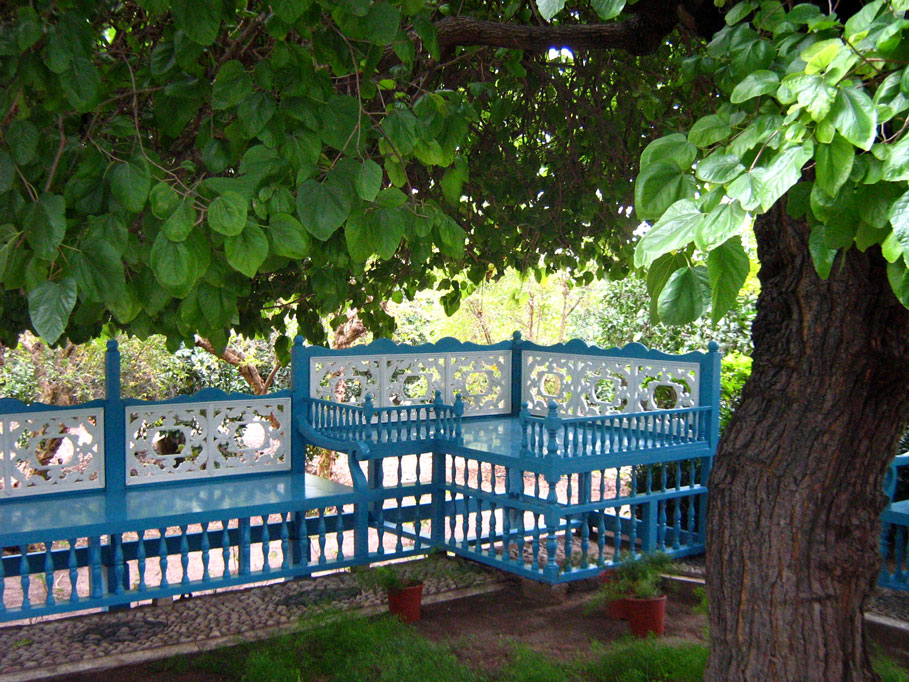
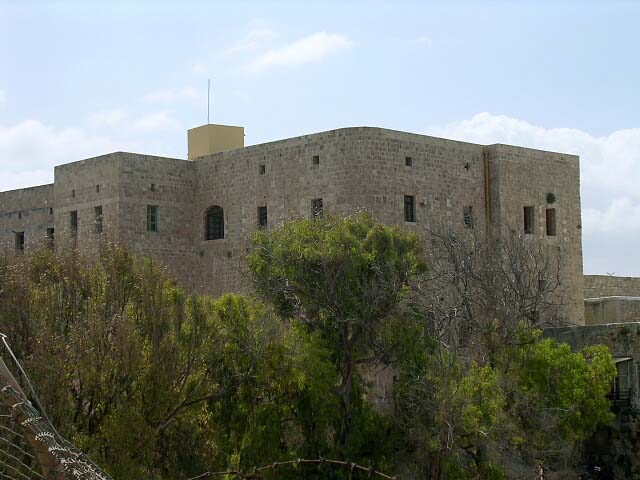
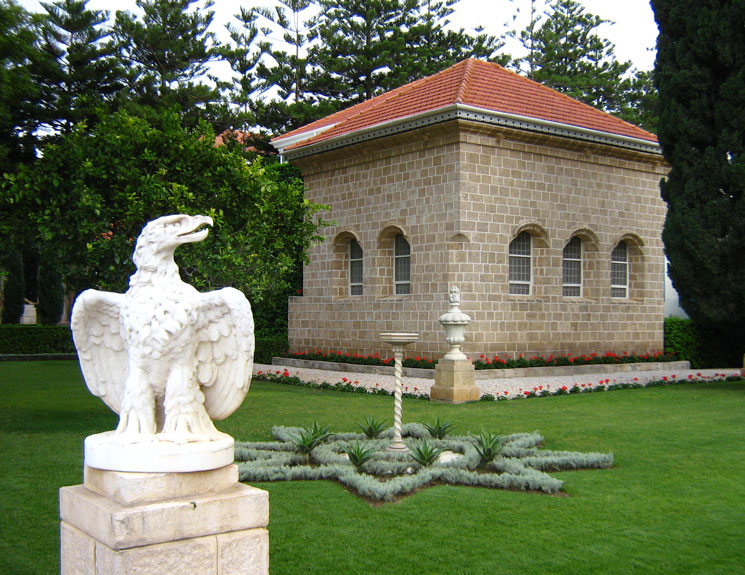
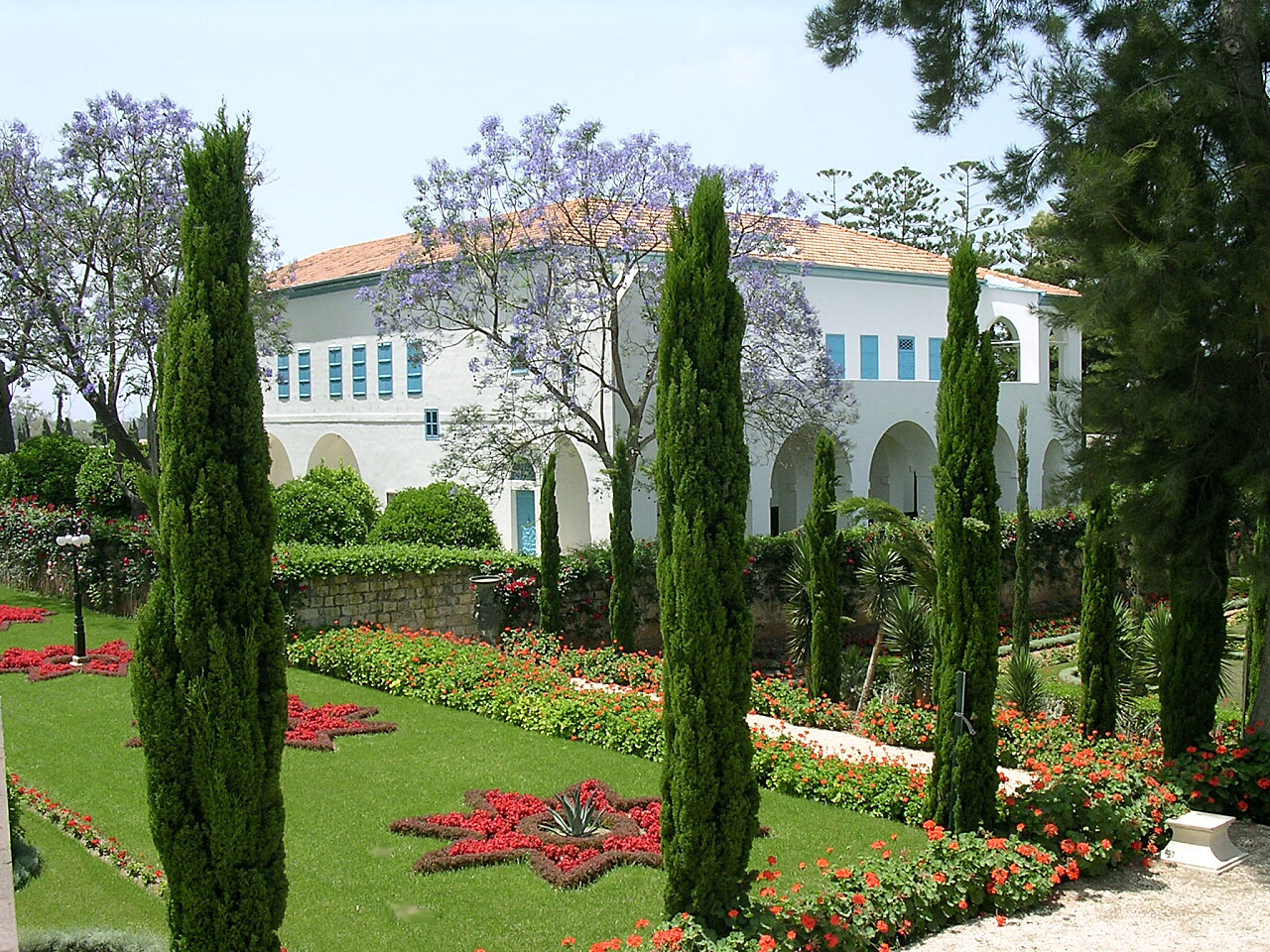
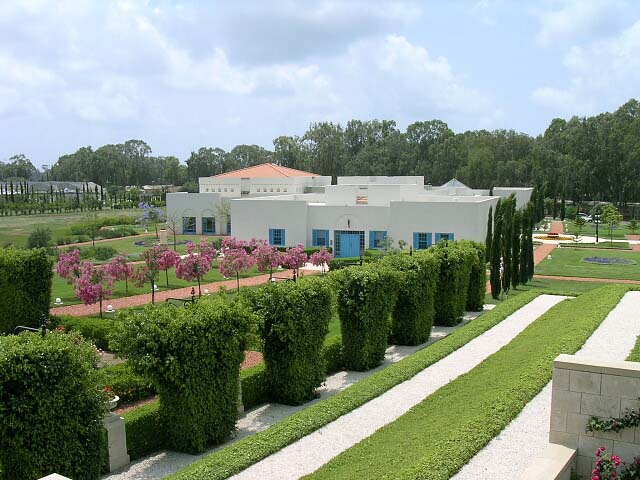
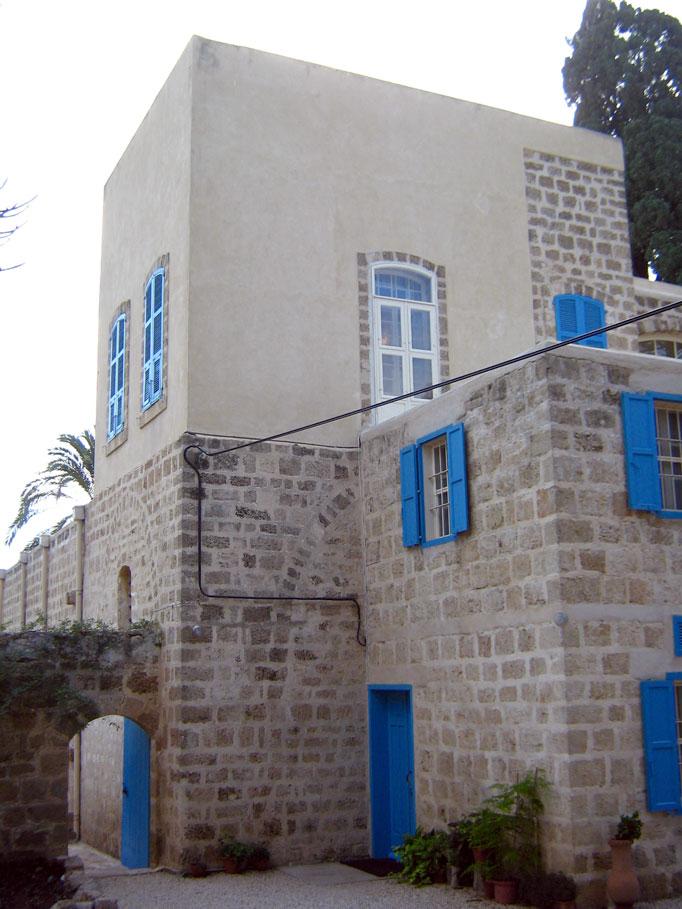